# Menina dos Cravos
Menina dos Cravos é um óleo sobre madeira da autoria do pintor português Amadeo de Souza-Cardoso. Pintado em 1913, mede 40 cm de altura por 29 cm de largura.
A pintura pertence ao Museu do Caramulo no Caramulo.